# Chiesa dei Cappuccini (Prato)
La chiesa dei Cappuccini e l'annesso convento di Prato sorgono in via Diaz, presso l'inizio della salita dei Cappuccini. La struttura ha ospitato una comunità di Frati Minori Cappuccini fino al 2012, dopodiché il convento è stato chiuso.

## Storia e descrizione
Il complesso venne fondato nel 1569, col nome di Santa Maria dell'Erta. Nel 1927 fu costruita l'attuale chiesa, in mattoni rossi in stile medievale, adiacente all'antica piccola chiesetta (oggi adibita a mercatino missionario: di essa si notano ancora molto bene il portico ed alcune lastre tombali all'esterno).
L'interno è a navata unica a capanna, con ad entrambi lati tre grandi cappelle comunicanti (coperte da volte a crociera) che formano un specie di navata laterale. Sulle pareti della navata e sugli archi di accesso alle cappelle laterali sono dipinti gli stemmi di diverse famiglie pratesi.
Nel presbiterio, sulla parete di fondo, è conservato un affresco trecentesco, raffigurante una Madonna col Bambino (proveniente dalla vecchia chiesa). 
Sopra la chiesa un semplice campanile a vela in mattoni ospita una piccola campanella in Mi4.

Dopo il capitolo dei Frati Minori Cappuccini di Toscana nel 2012 il convento è stato chiuso a causa della riduzione numerica i frati. Negli anni successivi nei locali del convento è stato ospitato il Centro di Animazione Missionaria dei Cappuccini Toscani per poi nel 2019 essere trasferito nel convento di Firenze Montughi (curia provinciale). Dopo la morte dell’ultimo Cappuccino rimasto, fra Flavio, nel 2022 il convento è stato definitivamente abbandonato. Rimane però la fraternità l’Ordine Francescano Secolare.

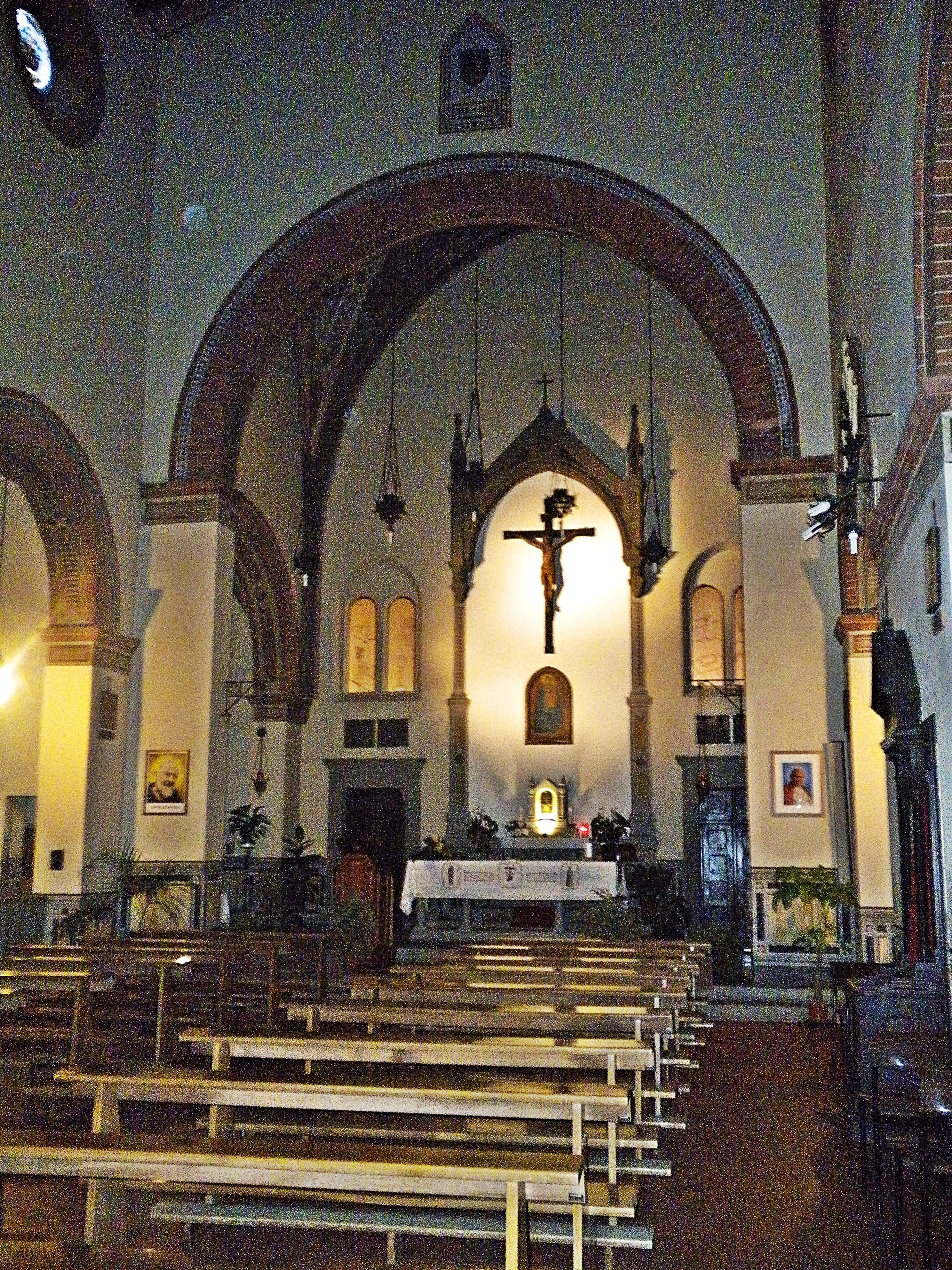
Interno
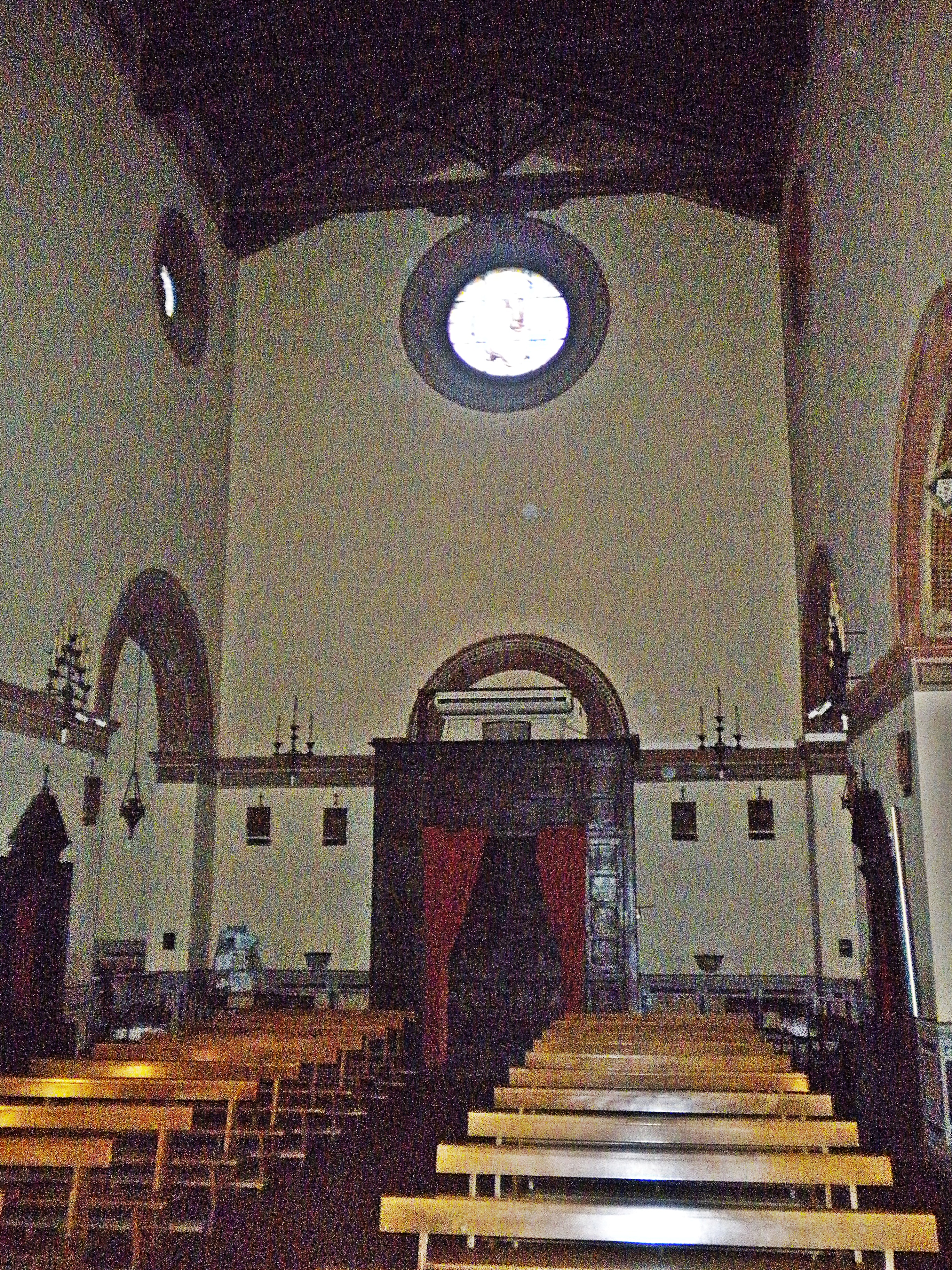
Interno
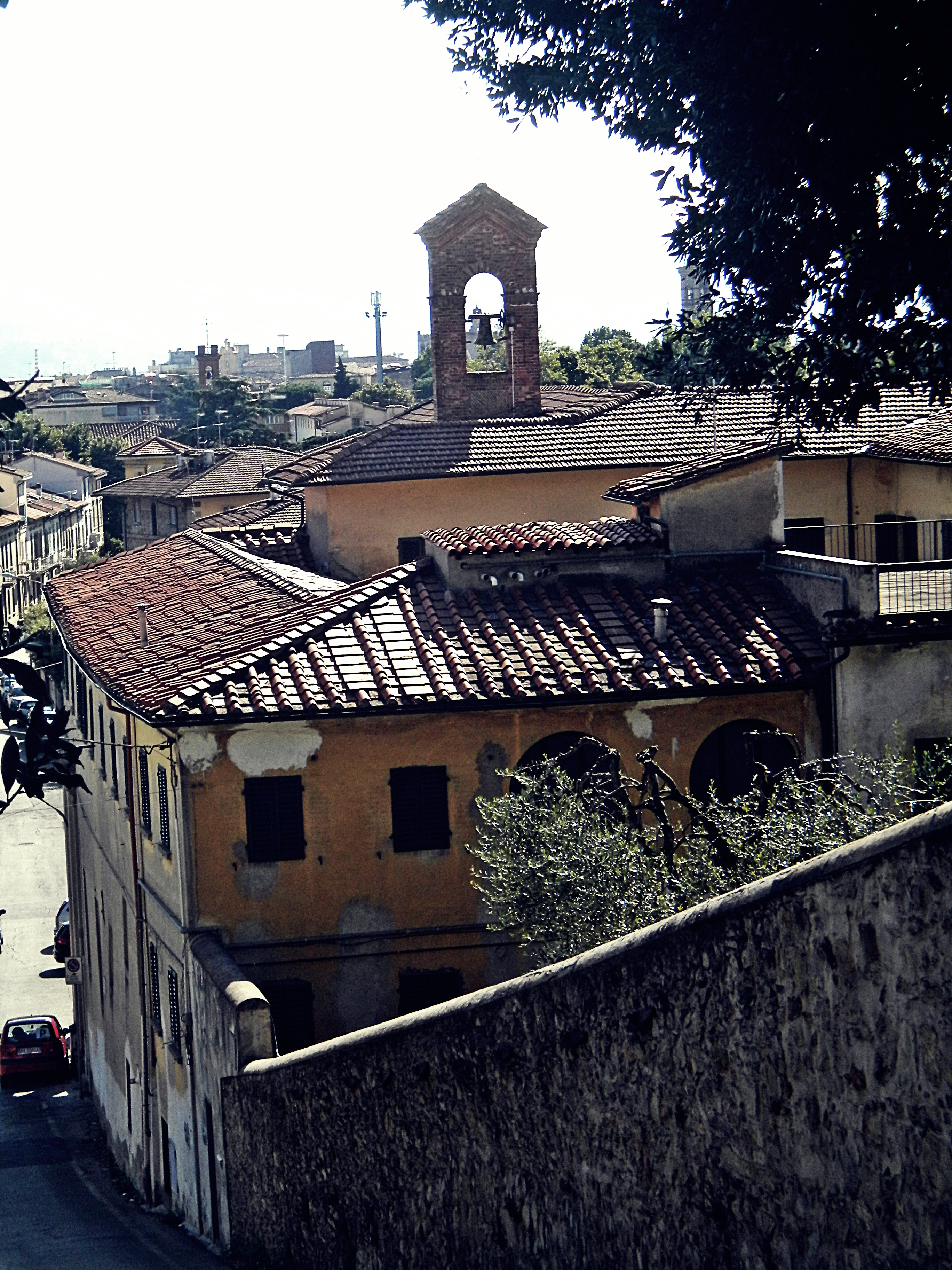
Veduta del convento